# Lingua tregami
La lingua Tregami (Trigami), o Katar Gambiri, è la lingua parlata nei villaggi di Gambir, Kaṭâr e Devoz nella Tregâm Valley nel Distretto di Watapur della provincia di Konar in Afghanistan. 
La zona si trova sull'Hindu Kush lungo la frontiera con il Pakistan.
Appartiene al gruppo delle lingue nuristani della famiglia linguistica Indo-Iraniana. È parlata da circa 3500 persone (2011), di cui 700 madrelingua. La maggior parte parla anche il Pashtu.
Il Tregami è piuttosto simile alla lingua waigali, parlata più a est, nel distretto di Ghaziabad, con cui condivide tra il 75% e l'80% di similarità lessicali. Nonostante la vicinanza tra i villaggi c'è una leggera differenza tra i dialetti parlati a Katar e Gambir.
La lingua ha subito le influenze di altre lingue Indo-Ariane parlate nei dintorni e dai vari dialetti della lingua kati sempre di ceppo nuristano.

## Situazione Sociolinguistica
Il Tregami è una lingua che non viene scritta ed è una Lingua in pericolo, in quanto sta subendo un processo di Deriva linguistica verso il Pashtu, che è la lingua predominante nella regione. La maggior parte dei locutori Tregami sono bilingue in Pashtu, e quelle popolazioni non hanno le risorse per far rivivere la loro lingua.